# Frederik Maurits van der Wulp
Frederik Maurits van der Wulp, född 13 december 1818 i Haag, död 27 november 1899 i Haag, var en  nederländsk entomolog som specialiserade sig på tvåvingar. Han använde auktorsbeteckningarna Wulp och van der Wulp.